# Antiaris madagascariensis
Antiaris madagascariensis är en mullbärsväxtart som beskrevs av Joseph Marie Henry Alfred Perrier de la Bâthie. Antiaris madagascariensis ingår i släktet Antiaris och familjen mullbärsväxter. Inga underarter finns listade i Catalogue of Life.